# Terra Australis
Terra Australis, Terra Australis Ignota, Terra Australis Incognita ("det ukendte sydland") eller Terra Australis Nondum Cognita ("det endnu ikke kendte sydland") var et hypotetisk kontinent, som var med på europæiske kort fra det 15. til det 18. århundrede. Andre navne for kontinentet var Magallanica eller Magellanica ("Magellans land"), La Australia del Espíritu Santo (spansk: "Helligåndens sydland") og La grande isle de Java (fransk: "den store Java-ø"). Terra Australis er roden til det moderne navn Australien.

## Oprindelse
Betegnelsen Terra Australis blev introduceret af Aristoteles. Hans ideer blev senere udbygget af Ptolemæus (1. århundrede), som troede at det Indiske Ocean var et lukket hav og at den sydlige halvkugles landmasser skulle balancere med den nordlige halvkugles. Ptolemæus' kort, som blev almindelig kendte i Europa under Renæssancen, viste ikke et sådant kontinent, men de viste Afrika uden hav mod syd (og som derfor strakte sig helt ned til Sydpolen) og de åbnede også for at de Indiske Ocean var helt omgivet af land. Kristne tænkere var ikke mod ideen om et stort land mod syd, men tanken om at det kunne være beboet (antipoder) var kontroversiel.
Den første afbildning af Terra Australis på en globus var formentligt på Johannes Schöners globus fra 1523, som ikke er bevaret. Det menes at Oronce Fine har baseret sit hjerteformede verdenskort fra 1531 på denne globus. På det sydlige landområde skrev han "nyopdaget, men endnu ikke udforsket". Havet syd for Sydamerika er navngivet “Mare Magellanicum,” en af de første gange søfareren Ferdinand Magellans navn er brugt på et kort.

## Kortlægning af det store sydland
Opdagelsesrejsende fra det 15. århundrede og frem viste, at Afrika var næsten helt omgivet af hav og at det Indiske ocean kunne nås fra både vest og øst. Disse opdagelser reducerede det område, hvor kontinentet kunne ligge. Mange kartografer, som Gerardus Mercator (1569) og Alexander Dalrymple så sent som i 1767 støttede Aristoteteles med argumenter om, at der skulle være et stort kontinent på den sydlige halvkugle, som en modvægt til de kendte landmasser på den nordlige halvkugle. Efterhånden som nye landområder blev opdaget, antog man at de var en del af det hypotetiske kontinent.
Den tyske kosmograf og matematiker Johannes Schöner (1477–1547) konstruerede en globus i 1515, baseret på et verdenskort og globus lavet af Martin Waldseemüller og hans kolleger i St. Dié i Lorraine i 1507. Der, hvor Schöner afviger mest fra Waldseemüller, er i hans afbildning af et sydligt kontinent på sin globus, som han kaldte Brasilie Regio. Hans kontinent er løst baseret på en beskrivelse af en faktisk rejse, foretaget af to portugisiske købmænd Nuno Manuel og Cristobal Haro til Rio de la Plata, udgivet i Augsburg 1514 med navnet Newe Zeytung auss Presillg Landt (“Nyheder fra landet Brasilien”). Her berettes, at portugiserne sejlede gennem et stræde mellem den sydligste del Amerika, eller Brasilien, og et land mod sydvest, som bliver kaldt vndtere Presill (Nedre Brasilien). Dette “stræde” var i virkeligheden Rio de la Plata. På den spinkle baggrund konstruerede Schöner et stort kontinent omkring Antarktis. I en medfølgende beskrivelse, Luculentissima quaedam terrae totius descriptio (“En opklarende beskrivelse af alle lande”) forklarede han: “Portugiserne sejlede således i dette område, Brasilie Regio, og opdagede en passage meget lig den i vores Europa (hvor vi bor) og orienteret øst - vest. Fra den ene side var landet på den anden synligt og forbjerget for denne region ca. 100 km væk, meget lig når man sejler gennem stræderne ved Gibraltar eller Sevilla og Barbarkysten eller Marokko i Afrika, som vores globus viser ved den antarktiske pol. Yderligere er afstanden moderat fra denne region i Brasilien til Malacca, hvor St. Thomas led sit martyrium.” . På baggrund af denne information, forenet med begrebet om antipoder fra den græsk-romerske antikke periode, konstruerede Schöner sit sydlige kontinent. Hans stræde inspirerede Ferdinand Magellan ekspedition til Molukkerne af en vestlig rute. Han tog Magellans opdagelse af Tierra del Fuego i 1520 som et yderligere bevis på dets eksistens og på hans glober fra 1523 og 1533 kaldte han det TERRA AVSTRALIS RECENTER INVENTA SED NONDUM PLENE COGNITA (“Terra Australis, nyopdaget men ikke udforsket”). Det blev taget op af hans efterfølgere, den franske kosmograf Oronce Fine i hans verdenskort fra 1531 og de flamske kartografer Gerard Mercator i 1538 og Abraham Ortelius i 1570. Schöners begreber influerede også kortmagerne fra Dieppe, især i deres præsentation af Jave la Grande.
Terra Australis blev afbildet på Dieppe kortene fra midten af det 16. århundrede, på hvilke kystlinjen blev vist lige syd for Ostindien. Kysten var ofte meget udførligt tegnet med en masse fiktive detaljer. Der var stor interesse for Terra Australis blandt købmænd fra Normandiet og Bretagne på denne tid. I 1566 og 1570 præsenterede Francisque og André d'Albaigne projekter til at etablere relationer med de sydlandet for Frankrigs admiral Gaspard de Coligny. Selv om admiralen var positiv over for initiativerne, blev de ikke til noget, da Coligny blev dræbt i 1572.
Den flamske kartograf Cornelius Wytfliet skrev om Terra Australis i sin bog fra 1597 Descriptionis Ptolemaicae Augmentum:
Terra Australis er derfor det sydligste alle lande lige nord for den sydlige polarcirkel. Det strækker sig nord for Stenbukkens vendekreds mod vest, næsten helt til ækvator og er kun adskilt af et smalt stræde fra Ny Guinea. Kun nogle få kyststrækninger er kendt, for efter en rejse eller to blev ruten opgivet og besøges kun sjældent, når søfolk bliver tvunget af vinden. Terra Australis begynder 2 eller 3 grader syd for ækvator og menes af nogle, hvis det nogensinde bliver fuldt udforsket,at vise sig at være af en sådan størrelse at det udgør en femtedel af verdenen. Op til Ny Guinea mod øst ligger de talrige og store Salomonøer, som på det seneste er blevet kendte efter Alvarus Mendanius' rejse.
Juan Fernandez, som sejlede fra Chile i 1576, hævdede at have opdaget det sydlige kontinent. Kortet Polus Antarcticus fra 1641 af Henricus Hondius bærer inskriptionen: ”Insulas esse a Nova Guinea usque ad Fretum Magellanicum affirmat Hernandus Galego, qui ad eas explorandas missus fuit a Rege Hispaniae Anno 1576 (Hernando Gallego, som i året 1576 blev udsendt af kongen afSpanien for at udforske dem, bekræfter at der er øer fra Ny Guinea og op til Magellanstrædet)”.
Luis Váez de Torres, en formentlig galicisk søfarer, som sejlede for den spanske krone, beviste eksistensen af et stræde syd om Ny Guinea, nu kendt som Torresstrædet.
Pedro Fernandes de Queirós, en portugiser som også sejlede for den Spanske Krone, så en stor ø syd for Ny Guinea i 1606, som han kaldte La Australia del Espiritu Santo. Han præsenterede det til kongen af Spanien som Terra Australis incognita.
Nederlandske far og søn Isaac og Jacob Le Maire etablerede Australische Compagnie i 1615 for at handle med Terra Australis, som de kaldte "Australia".
Alexander Dalrymple, som undersøgte skibsjournaler for det engelske East India Company, fandt Torres' beretning, da han oversatte nogle spanske dokumenter, som var blevet beslaglagt på Philippinerne i 1752. Denne opdagelse ledte Dalrymple til at udgive Historical Collection of the Several Voyages and Discoveries in the South Pacific Ocean (Historisk samling af flere rejser og opdagelser i det sydlige Stillehav) i 1770-1771. Dalrymple præsenterede et besnærende billede af Terra Australis eller det sydlige kontinent.

Antallet af indbyggere i det sydlige kontinent er formentligt mere end 50 millioner i betragtning af dets størrelse. Fra den østlige del opdaget af Juan Fernandez til vestkysten set af Tasman er der omkring 100 længdegrader, hvilket på den 40. breddegrad svarer til 4596 geografiske eller 5323 engelske mil. Det er mere end hele den civiliserede del af Asien fra Tyrkiet til det østligste punkt i Kina. Der er for nuværende ingen europæisk handel med kontinentet, selv om krummerne fra dette bord vil være tilstrækkelige til at opretholde Storbritanniens magt, herredømme og suverænitet styrke og beskæftige alle dets producenter og skibe. Hvis man betragter det Peruvianske rige, hvor kunst og industri blomstrede under en af de bedste styreformer nogensinde fundet af en fremmed, må man have høje forventninger til at det sydlige kontinent, fra hvilket det er mere end sandsynligt at Mango Capac, den første inka, vil forstå at belønne dem, som skænker dem bogstaver i stedet for Quipus og jern i stedet for mere besværlige alternativer.

Dalrymples påstand om eksistensen af et ukendt kontinent vakte stor opmnærksomhed og fik den britiske regering til i 1769 at beordre James Cook med HMS Endeavour til at søge efter det sydlige kontinent syd og vest for Tahiti. Ekspeditionen opdagede og kortlagde i 1770 Australiens østkyst.
De kartografiske afbildninger af det sydlige kontinent i det 16. og 17. århundrede varierede, som man kunne forvente, når man havde få data og mange formodninger, voldsomt fra kort til kort. Efterhånden som man fik flere og flere oplysninger blev kontinentets størrelse i almindelighed mindre. Da det var størst, inkluderede det Tierra del Fuego, adskilt fra Sydamerika af et smalt stræde, Ny Guinea og Australien. I Ortelius atlas Theatrum Orbis Terrarum, udgivet i 1570, strækker Terra Australis sig nord om stenbukkens vendekreds i Stillehavet.
Så længe det overhovedet fandtes på kort, omfattede kontinentet som minimum de uudforskede områder omkring Sydpolen, men som regel langt større end Antarktis og med en stor nordlig udstrækning i Stillehavet. New Zealand, først opdaget af den nederlandske opdagelsesrejsende Abel Tasman i 1642, blev af nogle betragtet som en del af kontinentet.

## Forestillingen om Sydlandet forsvinder
I århundreders løb tabte ideen om Terra Australis gradvis styrke. I 1615 rundede Jacob le Maire og Willem Schouten Kap Horn og viste at Tierra del Fuego var en relativ lille ø, medens Abel Tasman i 1642 viste at Australien ikke var en del af det mytiske sydlige kontinent. Langt senere sejlede James Cook i 1770 rundt om det meste af New Zealand og viste at det ikke kunne være en del af et stort kontinent. På sin anden rejse sejlede han rundt om jorden ved en meget høj sydlig breddegrad. Nogle stede krydsede han endda den sydlige polarcirkel og viste således, at et muligt sydligt kontinent måtte ligge i de kolde polaregne. Der var ingen muligheder for at det kunne strække sig ind i områder med tempereret klima, som man tidligere havde troet. I 1814 udgav Matthew Flinders sin bog A Voyage to Terra Australis (En rejse til Terra Australis) i hvilken han skrev:

Det er usandsynligt, at endnu et landområde, af samme størrelsesorden vil blive fundet længere mod syd. Navnet Terra Australis vil derfor, forblive beskrivende for den geografiske vigtighed af dette land og dets placering. Det var antikken, der anbefalede det og det har ingen reference til de to nationer, som gør hævd på det. Der synes derfor at værre færre indvendinger mod det, end noget andet navn.

...med den medfølgende note nederst på siden:

Skulle jeg tillade mig selv nogen nytænkning over det oprindelige udtryk, skulle det være at ændre det til AUSTRALIA, som er mere behageligt for øret og en tilnærmelse til navnene på andre jordens store landområder.
Flinders havde konkluderet at Terra Australis, som Aristoteles og Ptolemæus havde forestillet sig, ikke eksisterede, så han øskede at bruge navnet til, hvad han anså som den næstbedste ting "Australien". Han konklusion viste sig senere at være en fejl, men på det tidspunkt havde navnet bidt sig fast.

## Antarktis
Antarktis blev opdaget i Terra Australis' hypotetiske område i 1820.